# امامزاده محمدباقر
امامزاده محمد باقر مربوط به دوره قاجار است و در شهرستان شمیرانات، بخش مرکزی، روستای رودک واقع شده و این اثر در تاریخ ۱۹ مرداد ۱۳۸۴ با شمارهٔ ثبت ۱۲۸۹۳ به‌عنوان یکی از آثار ملی ایران به ثبت رسیده است.